# Igena
Igena (en asturiano y oficialmente: Ixena) es una aldea que pertenece a la parroquia de Zardón en el concejo de Cangas de Onís (Principado de Asturias). Se encuentra a 358 m s. n. m. y está situada a 17 km de la capital del concejo, la ciudad de Cangas de Onís. 

## Población
En 2020 contaba con una población de 28 habitantes (INE, 2020) repartidos en un total de 16 viviendas (INE, 2010).